# بردية 37
{\displaystyle {\mathfrak {P}}}
بردية 37 يرمز لها{\displaystyle {\mathfrak {P}}} ب {\displaystyle {\mathfrak {P}}} 37 (في ترقيم غريغوري ألاند) هي نسخة حديثة من العهد الجديد باللغة اليونانية. إنها مخطوطة بردية لإنجيل ماثيو يرجع تاريخها إلى القرن الثالث في وقت ما حوالي 250-260 م بسبب ارتباطها مع {\displaystyle {\mathfrak {P}}} 53 (يعود تاريخه إلى 260 م) بالاضافه إلى ان مراسلات هيرونينوس (مؤرخة قبل 260 م بفترة وجيزة أو بعده) وايضا رسالة كتبها كوبرس (P. جريكو ايجزي 208، بتاريخ 256 م).

## وصف
مكتبة آن أربور (رقم الجرد 1570) تقع حاليا في جامعة ميشيغان، وتم اقتناءها في مصر تحديدا القاهرة في عام 1924 كما ان جذورها غير معروفه لكنها على الاغلب جاءت من مصر، المخطوطة هي جزء من ورقة واحدة تتكون من عمود واحد من 33 سطراً (40 إلى 50 حرفًا في كل سطر)، تقريبًا 12.1 سم في 22.4 سم كما ان القطعة تالفه من جميع الجوانب مع وجود فتحات كبيرة وربما كانت في الأصل 15 سم في 25.5 سم حيث ان النص الباقي من ابيات ماثيو هي 26: 19-52. يصور هذا الجزء العشاء الأخير، وخيانة يهوذا، وبداية اعتقال يسوع. .

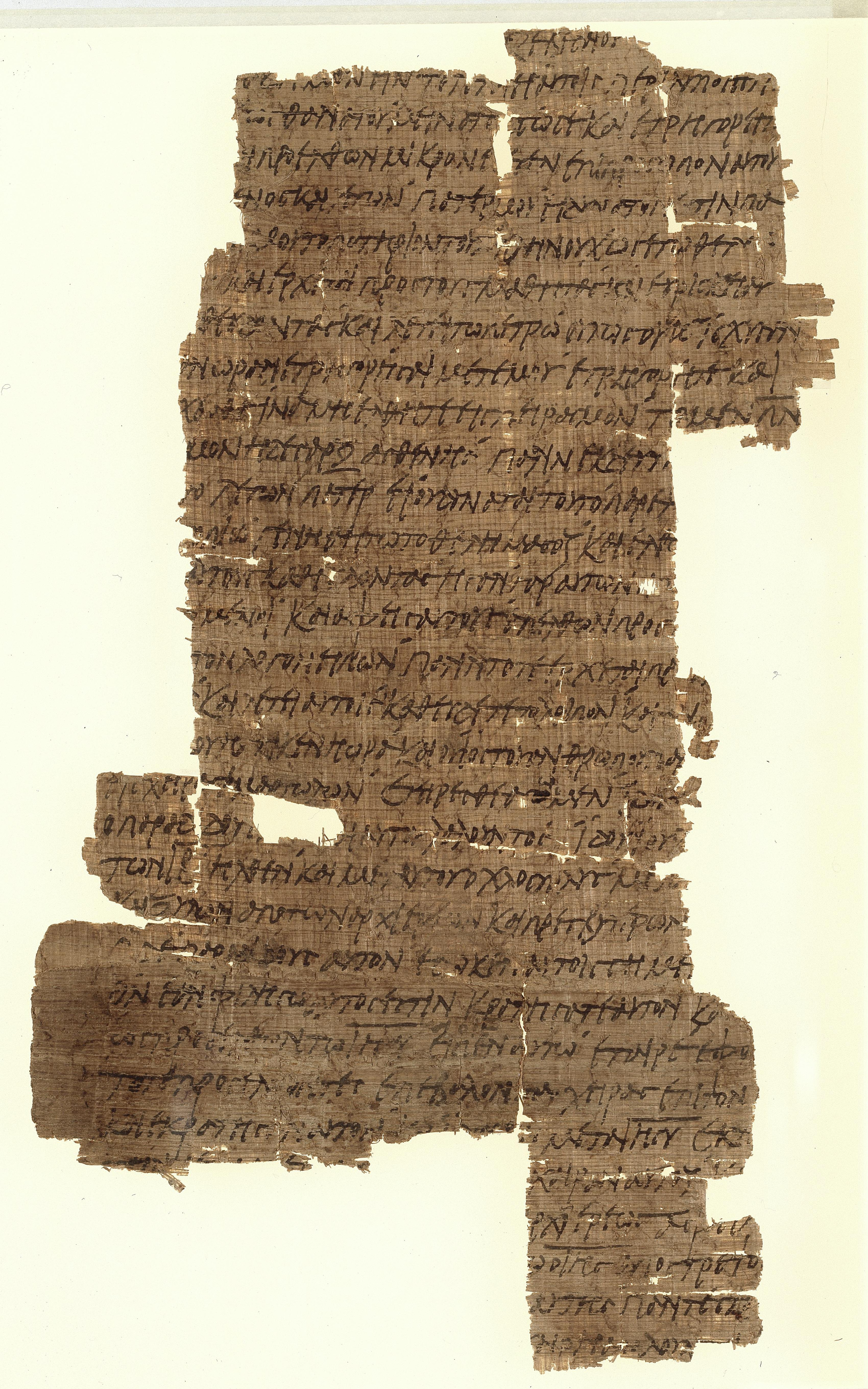
متى 26: 38-52 على الجانب فيرسو

تتكون البردية من نصًا مقروءًا يشبه المخطوطة مع روابط غير مرتبه تشبه الأحرف المتصلة والخط الذي كان معروفا بين عامي 200 و 350. هناك العديد من الاختلافات في الحروف، مما يجعل التأريخ الدقيق القائم على علم المخطوطات أمرًا معقدا. وكان الكاتب على الأرجح مثقف ومطلع وتلقى تعليمه لأن الحروف لا تظهر مقلده، ولكن العيوب تشيرالى ان الكاتب ليس ذوي الخبرة. كما انها تشبه خط اليد الرسائل والوثائق الشخصية من منتصف القرن الثالث.
تستخدم بعض نومينا (ΚΕ ΙΗΣ ΠΝΑ ΙΗΣΥ) في النص حيث انه لا يوجد بها علامات ترقيم أو حركات على الحروف ولكن تظهر نقاط في فترات غير منتظمة، يتم وضعها في النص بواسطة أحد مؤخرا، قد تساعد في القراءة ويشير هذا إلى أن المخطوطة قد استخدمت في وقت ما في الكنيسة. نظرًا لأن المخطوطة قصيرة الطول، فمن الصعب قياس انتظام النقاط أو الغرض منها بشكل مؤكد.
نمط النص يتبع نهج القراءات الغربية. حسب إحصاء ساندر، هناك 85 متغيرًا موجودًا في هذا الجزء من ماثيو. 18 من هذه القراءات مزوده بجميع المخطوطات تقريبًا، حيث ان 11 منها فريدة من نوعها للمخطوطة اما الـ 56 المتبقية تعتبر ضمن أنواع النصوص الغربية والإسكندرانية والقيصرية. لذلك يجب إعادة صياغة النص في أماكن النقص من خلال مقارنة مقدار المساحة المفقودة بعدد الأحرف في القراءات المختلفة. استنادًا إلى اختلافات القراءة، يُرجح أن النص نشأ في مصر.

## قراءة أخرى
- ساندرز، هنري أ. جزء من بردية مبكرة من إنجيل ماثيو في مجموعة ميشيغان ، مراجعة هارفارد اللاهوتية. المجلد. 19. 1926، ص. 215 - 226.
- إي فون دوبشويتز، ZNW 25 (1926) ص. 301.

## ذات صله
مدخل مكتبة جامعة ميشيغان مع الصور الممسوحة ضوئيًا:
- الصفحة اليمنى
- الصفحة اليسرى